# Avalons dimmor
Avalons dimmor (The Mists of Avalon), är en fantasyroman, skriven av Marion Zimmer Bradley och utgiven 1979 (1983 i Sverige) som den första i hennes Avalonserie. 
Avalons Dimmor är författarinnans personliga tolkning av Arturlegenden och berättar historien utifrån Morgaines (Morgan le Fays) synvinkel. Morgaine blir prästinna i en gudinnekult på ön Avalon i slutet av den första av bokens fyra delar, och mycket av det som händer i boken handlar ytterst om en konflikt mellan olika religiösa system.

## Handlingen
I början får man veta att Avalon håller på att försvinna bort ur den här världen, så att det kanske inte längre kommer att gå att ta sig dit eller därifrån och så att tiden kommer att börja gå i otakt mellan Avalon och den vanliga världen. Detta beror på att den religion som bedrivs på Avalon håller på att glömmas bort i takt med att kristendomen sprids, och att Glastonbury med sitt kloster ligger på samma geografiska plats som Avalon och på något vis ligger ovanpå/ivägen.
Viviane, Avalons översteprästinna, har en idé om hur både kristnandet och det militära hotet från saxarna skall avhjälpas: Hennes syster Igraine, moder till huvudpersonen Morgaine som ännu bara är ett litet barn, och den blivande storkonungen Uther Pendragon, skall få en son som ordnar till det. Igraine vill först inte alls vara med på det, för hon är redan gift med hertig Gorlois och tycker att det är tillräckligt (eller mer än tillräckligt), men sedan träffar hon Uther och de börjar älska varandra.
Efter en del om och men, bland annat ett inbördeskrig mellan Uther och Gorlois i vilket Gorlois dör, föds den av Viviane förutspådde Artur. Han blir emellertid inte en hedendomens beskyddare som hon har tänkt sig, och efter ett tag beslutar sig Avalons prästinnor för att han måste störtas.

## Religioner och folk
Det keltiska Britannien har som det skildras i Avalons dimmor vissa likheter med Indien; det finns många folk med olika traditioner sida vid sida, den infödda religionen innefattar många kulter och läror och det är skillnad mellan folkets och de lärda druidernas och prästinnornas tolkningar. Precis som i hinduismen tror folket på flera gudar och tolkar saker bokstavligt, medan de lärda tror att alla gudar är en Gud och alla gudinnor är en Gudinna och tolkar saker mer symboliskt.
Gudinnan som dyrkas på Avalon har olika åldrar och funktioner som påminner starkt om C G Jungs kvinnliga arketyper. I den mån de kallar henne vid något namn kallas hon oftast för Ceridwen.
Kulten som bedrivs på Avalon är utpräglat matriarkal och både den och folkreligionen har sexritualer, i synnerhet i samband med Beltane. Detta gör att de hamnar i mycket klammeri med den pryda och patriarkala kristna kyrkan. Vad skildringarna av Beltane-riterna beträffar har Marion Zimmer Bradley avsiktligt eller oavsiktligt blandat ihop gudarna Beli och Cernunnos.
Bland de kristna finns också två grupper: de mer toleranta som uppskattar vissa delar av druidernas religion och de inskränkta som vill förbjuda allt det gamla och ersätta hela rasket. Det är när den sistnämnda gruppen börjar dominera som konflikten trappas upp på allvar. De toleranta kristna blir till slut också förföljda och en del av dem flyr till Avalon.
Marion Zimmer Bradley är medveten om att hennes skildring av religionerna kanske inte är helt historiskt korrekt, och det står i förordet att hon har valt den tolkning som stämmer bäst med vad hon vill berätta.